# ديمتري بيلوزيرتشيف
ديمتري بيلوزيرتشيف (Dmitry Bilozerchev) (الروسية: Дмитрий Владимирович Билозерчев) هو لاعب أولمبي لرياضة الجمباز من الاتحاد السوفييتي. شارك في الأولمبياد الصيفي في 1988، وفاز بما مجموعه 4 ميداليات.

## الميداليات
| ذهب | فضة | برونز | المجموع |
| 3   | 0   | 1     | 4       |

## روابط خارجية
- ديمتري بيلوزيرتشيف على موقع الاتحاد الدولي للجمباز (licence) (الإنجليزية)
- ديمتري بيلوزيرتشيف على موقع الاتحاد الدولي للجمباز (biography) (الإنجليزية)
- ديمتري بيلوزيرتشيف على موقع اللجنة الأولمبية الدولية (الإنجليزية)
- ديمتري بيلوزيرتشيف على موقع أوليمبيديا (الإنجليزية)